# Michele Di Gregorio
Michele Di Gregorio (* 27. Juli 1997 in Mailand) ist ein italienischer Fußballspieler. Der Torwart steht bei der AC Monza unter Vertrag und ist aktuell an Juventus Turin verliehen.

## Vereinskarriere
Im Juli 2024 wechselte Di Gregorio – zunächst für ein Jahr auf Leihbasis – nach Turin zu Juventus. Der unterschriebene Vertrag enthält eine Kaufpflicht, die unter bestimmten Bedingungen greift.

## Erfolge
Persönlichen Auszeichnungen
- Torhüter der Saison der Serie A: 2023/24